# Tianjin Radio & Television Tower
Tianjin Radio & Television Tower – najwyższa wieża w Tianjin, w Chinach o wysokości 415,2 m. Wieża została zbudowana w 1991.